# Rörospols
Rörospols (Rørospols) är en pols, en slags folklig musik och pardans i 3/4-takt, från Rørostrakten i Norge. (I Sverige benämns musik och dans inom denna grupp som polska, i andra delar av Norge benämns de ofta springar.) Rörospols är en levande tradition som, förutom lokalt i Røros, spelas och dansas av många i Norge, men även i bland annat Sverige och Danmark. Under "Rørosmartnan", VM i Rørospols, Rørosleken och andra arrangemang kommer många dansare till Röros för att dansa rörospols.

## Karaktär
I många delar av Norge spelar man framförallt folkmusik på hardingfele, men i Röros är det normala "flatfele", det vill säga fiol.
Röros har haft mycket täta kontakter med Sverige vilket påverkat både språklig och musikalisk dialekt. Närmaste järnvägsstation var även för folket inom åtskilliga mil på svenska sidan gränsen, till exempel för Funäsdalen med omgivningar, den i Röros. Rörosmartnan var under bondesamhället den normala handelsplatsen också för befolkning långt in i Sverige. I äldre tid var det många bönder från Härjedalen (tidigare ett norskt landskap) och Dalarna som kom och sålde och bytte varor på Rørosmartnan som hålls i februari då det går lätt att köra på sjöar och vattendrag. Forbondetraditionen med häst och släde har sedan 1981 tagits upp igen på Rørosmartnan och ungefär 80 slädekipage, många från Sverige, kör efter åtskilliga dagars slädfärd in i Röros som en del av martnans invigning.
Rørospols karaktär kännetecknas framför allt av betoningen såväl musikaliskt som i dansen på den andra taktdelen i tretaktsmusiken. Den som spelar rörospols på fiol gör på en stor del av takterna ett kraftigt uppstråk med stråken på andra taktdelen. Dansare har en markerad svikt på "tvåan"/andra taktdelen genom dansens alla moment.
Musikaliskt består en pols normalt av två teman (kallas a och b nedan) som upprepas enligt följande: 
2 x (8a + 8a + 8b + 8b) = 64 takter. Varianter finns som alltid … även udda som 2 x (9a + 9a + 5b + 5b) eller 3 x (...). 
Det finns många spelmän som spelar Rörospols i trakten runt Röros. Vid danser under Rørosmartnan på bland annat Sangerhuset spelar Glåmos Spillmanslag, Brekken Spillmanslag, Småviltlaget, Laget hass Kristafer, Dalakopa med flera. Det finns också en mängd skivor med traditionell Rörosmusik av dessa och många andra.

## Dansbeskrivning
Det finns många videor på bland annat Youtube där man kan se Rörospols utföras, och även instrueras, av mer eller mindre traditionsenliga dansare/instruktörer. Ser man video från VM i Rörospols eller kappleik ser man oftast duktiga dansare, men man bör tänka på att det är tävling, vilket innebär att paren då dansar något annorlunda än vid vanlig dans och har ovanligt gott om plats. (Jämför gärna med tango eller bugg som sällskapsdans och detsamma som tävlingsdans.)

### Angående skriftlig dansbeskrivning av Rörospols
Till skillnad mot i Sverige använder man i Norge normalt inga teoretiska beskrivningar av dans utan danser lärs genom att se andra dansa och genom att utöva dansen med (helst) vana dansare. Här ges ändå en beskrivning i enlighet med svenskt beskrivningssätt för polskor. Beskrivningen av utförandet är efter hur dansen brukar dansas inom Röros Folkedanslag.